# Mlýn Samuely & Wechsberg

Budova krupného mlýna dnes

Mährishe Ostrauer Graupen & Griess - Dampfmühle  neboli Krupný mlýn Samuely, Wechsberg & Co. byl nejmladší ostravský mlýn a to na výrobu krup a krupice. Tento mlýn nechali postavit v roce 1886 Wilhelm Samuely a Albert Wechsberg.
Albert Wechsberg se narodil 6. 9. 1831 ve slezské obci Šenov. Albert se z počátku věnoval podnikání v pohostinství a posléze také provozování velkoobchodu s obilím. V podnikání se mu dařilo a v roce 1886 se společníkem Wilhelmem Samuely investovali do výstavby moderního parního mlýna v Moravské Ostravě a Přívoze. Mlýn byl postaven mezi Valchařskou strouhou, která protékala po Banhofstrasse (dnes Nádražní) a Mlýnským náhonem, který protékal cca uprostřed mezi Sokolstrasse (dnes Sokolská ul.) a Banhofstrasse. Byť byl mlýn postaven mezi dvěma vodními toky na parcele č. 662 (dnešní vymezení mezi ulicemi Suchardova a Myslbekova) byl pohon tohoto mlýna od prvopočátku parní. V době kdy se pánové Samuely a Wechsberg rozhodli pro vybudování mlýna na kroupy a krupici, nemohli již za stávající situace spoléhat na vodní pohon, ale museli, pokud chtěli konkurovat ostatním 7 ostravským mlýnům, vsadit na moderní a výkonný pohon tohoto mlýna. Parní stroj, který měl mnohonásobně větší výkon než klasická vodní kola, přenášel sílu prostřednictvím transmise a kožených řemenů po celém mlýně ke všem strojům. Voda z Mlýnského náhonu a Valchařské strouhy byla využita pro provoz parního stroje a brusírny. Mlýn na kroupy a krupici s parním strojem byl evidován pod č. 795. 
V roce 1893 odstoupil z firmy Wilhelm Samuely a majitelem mlýna se stala společnost Wechsberg & Co., kterou zastupovali Albert a Josef Wechsbergovi. Ještě před svou smrtí Albert Wechsberg převedl podíly na majetku ve firmě na všechny své děti. Do první světové války firmu zastupovali Alfred, Josef a Siegfried Wechsbergovi. 
Protože Alfréd Wechsberg prodělal velikou část rodinného majetku bankovního domu neuváženým nákupem válečných cenných papírů, které po pádu Habsburské monarchie neměly žádnou cenu, došlo také na prodej parního mlýna v zájmu sanace bankovního domu. 
Tak jako všechny Ostravské mlýny také tento skončil s mlynářskou výrobou v období první světové války. Dne 31. srpna 1919 kupuje areál krupného mlýna nový vlastník - „Märisch-Ostrauer Likor-Rumfabrik und Weingrosshandlugs-Gesellschaft.n.B.H.(Vídeňstá továrna na výrobu likérů a vín) a dle dokumentace Franze Smolky přestavuje areál. Hlavní objekt a správní budova včetně křídla se strojovnou a kotelnou zůstávají zachovány. V hlavní budově je ve středu vybudováno centrální schodiště a výtah. 
Budova tak s malými stavebními úpravami zůstala stát jako pomník mlynářskému řemeslu do dnešních časů. V podkroví této budovy se nachází Muzeum Mlejn, které je věnované historii mlýnů na Ostravsku,kde vedle historie osmi ostravských mlýnů, jsou k dispozici informace o dalších mlýnech, které byly v těsném okolí. Mimo informací o historii jednotlivých mlýnů se v muzeu nacházejí exponáty se vztahem k době, kdy se ještě mlelo. Muzeum disponuje rovněž dobovými exponáty vztaženými ke zpracování obilí. Od roku 2010 je otevřena expozice mlýnků na obilí. Zbývající část objektu mlýna je využita ke komerčním účelům.